# Gorom-Gorom Airport
Gorom-Gorom Airport är en flygplats i Burkina Faso. Den ligger i den nordöstra delen av landet, 270 km nordost om huvudstaden Ouagadougou. Gorom-Gorom Airport ligger 279 meter över havet.
Terrängen runt Gorom-Gorom Airport är mycket platt. Runt Gorom-Gorom Airport är det glesbefolkat, med 12 invånare per kvadratkilometer.. Närmaste större samhälle är Gorom-Gorom, 2,1 km sydväst om Gorom-Gorom Airport.
Trakten runt Gorom-Gorom Airport består i huvudsak av gräsmarker.